# Murawszczyzna (rejon dokszycki)
Murawszczyzna (biał. Мураўшчына; ros. Муравщина) – wieś na Białorusi, w obwodzie witebskim, w rejonie dokszyckim, w sielsowiecie Parafianowo.
Dawniej używana nazwa – Muraszki.

## Historia
W czasach zaborów wieś leżała w gminie Pariafianów, w powiecie wilejskim w guberni wileńskiej Imperium Rosyjskiego.
W dwudziestoleciu międzywojennym wieś leżała w Polsce, w województwie wileńskim, w powiecie duniłowickim, od 1926 w powiecie dziśnieńskim, w gminie Parafianów.
Według Powszechnego Spisu Ludności z 1921 roku zamieszkiwało tu 50 osób, wszystkie były wyznania rzymskokatolickiego i zadeklarowały polską przynależność narodową. Było tu 10 budynków mieszkalnych. W 1931 w 9 domach zamieszkiwało 57 osób.
Wierni należeli do parafii rzymskokatolickiej w Parafianowie. Miejscowość podlegała pod Sąd Grodzki w Dokszycach i Okręgowy w Wilnie; właściwy urząd pocztowy mieścił się w Parafianowie.